# جائزة المكسيك الكبرى 2017
جائزة المكسيك الكبرى 2017 هو سباق فورمولا 1 أقيم في حلبة هيرمانوس رودريغيز، مدينة مكسيكو، المكسيك. كان الثامن عشر من أصل 20 في بطولة العالم لسباقات الفورمولا واحد موسم 2017. حلّ الهولندي ماكس فيرستابين أولا بينما جاء الفنلندي فالتيري بوتاس في المركز الثاني وحصل على المركز الثالث الفنلندي كيمي رايكونن. بلغ الحضور 337,043.

## الترتيب النهائي
|         | الترتيب | السائق        | النقاط |
| ------- | ------- | ------------- | ------ |
|         | 1       | لويس هاملتون  | 333    |
|         | 2       | سباستيان فيتل | 277    |
|         | 3       | فالتيري بوتاس | 262    |
|         | 4       | دانيل ريكاردو | 192    |
|         | 5       | كيمي رايكونن  | 178    |
| المصدر: |         |               |        |